# جغرافيا لبنان
تعدّ جمهورية لبنان من الدول العربية وتقع ضمن منطقة الشرق الأوسط، حيث تمتد على ساحل البحر الأبيض المتوسط. نظام الحكم في جمهورية لبنان هو نظام جمهوري أي يتم عن طريق انتخابات رئاسية كل ستة سنوات، وعاصمتها هي بيروت.
يشتهر لبنان بأشجار الأرز الباسقة المعمرة التي يبلغ عدد ما تبقى منها 400 شجرة، حيث البعض منها يبلغ عمرها 1500 سنة تقريباً، ويعدّها اللبنانيون رمزًا للشموخ والخلود حيث توجد هذه الشجرة بالعلم اللبناني وتعد رمزًا من رموز لبنان الوطنية. بالنسبة لمناخ لبنان، فمناخه معتدل متوّسط، ففي مناطق السواحل يكون حارّاً رطباً صيفاً وبارداً ممطراً شتاءً، وفي مناطق الجبال تكون درجة الحرارة معتدلة صيفاً وباردة شتاءً. وتشتهر دولة لبنان بغابات الأرز وأشجاره، حيث أنّ الأرز أصبح رمزاً لهذه الدولة، كما أنّ شجرة الأرز هي إحدى علامات ورموز العلم اللبناني. يوجد على السهل الساحلي شواطئ ذهبية وخلجان والكثير من الرؤوس الصخرية الطبيعية، وتقع بيروت أيضاً على السهل الساحلي بالإضافة إلى مدينة طرابلس ومدينة جبيل ومدينة صيدا وصور، من القمم الأساسية لسلسلة جبال لبنان الغربية : القرنة السوداء وارتفاعها 3088 متر، وجبل المنيطرة وارتفاعه 2911 متر، وجبل صنين والذي يرتفع ب2628 متر.
يحد جمهورية لبنان من جهة الغرب الساحل الشرقي للبحر الأبيض المتوسط، ومن الشمال والشرق سوريا، ومن الجهة الجنوبية تحدها فلسطين، تنقسم جمهورية لبنان من الناحية الإدارية إلى 6 محافظات وهذه المحافظات هي: محافظة بيروت، ومحافظة شمال لبنان، ومحافظة البقاع، ومحافظة جبل لبنان، ومحافظة جنوب لبنان، ومحافظة النبطية.

## المنطقة
يقع لبنان في غربي قارة آسيا. يحده البحر الأبيض المتوسط من الغرب بشاطئ طوله 225 كم (140 ميل)، وفلسطين المحتلة - إسرائيل  من الجنوب وسوريا من الشرق والشمال. وطول حدوده مع سوريا 375 كم (233 ميل)، ومع إسرائيل 79 كم (49 ميل). وهناك خلاف قائم بين لبنان وسوريا بشأن منطقة صغيرة تجاور مرتفعات الجولان المحتلة من قبل إسرائيل وهي مزارع شبعا، حيث أن كلا البلدين يدعي انتمائها لإقليمه.

موقع جمهورية لبنان على الخريطة

تقع لبنان في منطقة الشرق الأوسط، حدودها الشمالية والشرقية مع سوريا وتحدُّها من الجنوب فلسطين المحتلة، كما أنها مُطلّةٌ من الجهة الغربية على البحر الأبيض المتوسط. وتتكوّن جمهورية لبنان العربية من العديدِ من الطوائف والأعراق والحضارات، وهو ما يُميّزهُا عن غيرها من البُلدان العربية. عانت لبنان من عِدّة أحداثٍ فاصلةٍ في تاريخها؛ ممّا شجّع الكثير من اللبنانيين في أغلب الأحيان إلى الهجرة خارج البلاد. وتُقدّرُ مساحتها بـ 4٫036 ميلٍ مربّع.

### المساحة والحدود
- المساحة الكلية: 10452 كلم2.
- مساحة اليابسة: 10280 كلم2.
- مساحة المياه: 170 كلم2.
- طول الحدود البرية: 454 كلم.

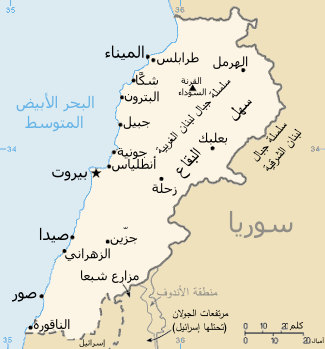
خريطة لبنان

  - طول الحدود مع فلسطين المحتلة: 79 كلم.
  - طول الحدود مع سوريا: 375 كلم.
- طول الحدود البحرية: 210 كلم.
  - عمق الحدود البحرية: 12 ميل بحري.
- أعلى نقطة: قمة القرنة السوداء: 3088 م.
- أدنى نقطة: مستوى سطح البحر.

## الجغرافيا الطبيعية

### الأرض
معظم الأراضي اللبنانية جبلية ما عدا الخط الساحلي وسهل البقاع. وتخترق لبنان من الشمال إلى الجنوب سلسلتي جبال هما سلسلة جبال لبنان الشرقية والتي تشكل حدوده الشرقية مع سوريا وسلسلة جبال لبنان الغربية والتي تطل على البحر الأبيض المتوسط وأهمها جبل المكمل إذ أن قمته القرنة السوداء هي أعلى قمة جبل في غربي آسيا، ويفصل بين سلسلتي الجبال سهل البقاع. وتنتشر في لبنان الأنهار التي تتجمع من ذوبان الثلوج ومن أشهرها نهر الليطاني ونهر العاصي.

### المناخ
يتمتع لبنان بمناخ البحر الأبيض المتوسط، فالشتاء دافئ قصير ممطر، والصيف حار طويل وجاف.
تبلغ درجة الحرارة في شهر حزيران (الصيف) 29°م في المنطقة الساحلية للبلاد، بينما تنخفض في شهر يناير (الشتاء) إلى 13°م فقط، أما المناطق الجبلية فحرارتها منخفضة جدًا في شهور الشتاء، بينما تكون حرارتها معتدلة في شهور الصيف، مما يساعد على انتشار المصايف الجبلية التي تشتهر بها لبنان.
تسقط الأمطار في فصل الشتاء (نوفمبر ـ مايو)، وتسببها الرياح الغربية العكسية التي تهب من المحيط الأطلسي وخليج المكسيك مخترقة البحر الأبيض المتوسط من الغرب إلى الشرق فتصطدم بالجبال والساحل بشكل عمودي، مما يتسبب في سقوط أمطار غزيرة على البلاد، كما تسببها أعاصير البحر الأبيض المتوسط التي تتحرك خلال فصل الشتاء وأوائل الربيع.
وتختلف كمية المطر الساقطة على أجزاء لبنان من جهة إلى أخرى. فالسفوح الغربية لجبال لبنان الغربية أغزر أجزاء لبنان مطرًا بسبب ارتفاعها وتعامدها وتصل أمطارها إلى 1,500 ملم في السنة، وهي كمية أغزر مما يسقط على جبال لبنان الشرقية (400 ملم) وفي السهول الساحلية (350 ملم) ووادي البقاع (150 ملم).
يتميز لبنان بارتفاع نسبة الرطوبة بدرجة عالية جدًا خلال الصيف، وتزداد بشكل كبير على السواحل، مما يزيد من الإحساس بحرارة الصيف المرتفعة، بينما تقل الرطوبة النسبية في المناطق الداخلية.

### التضاريس

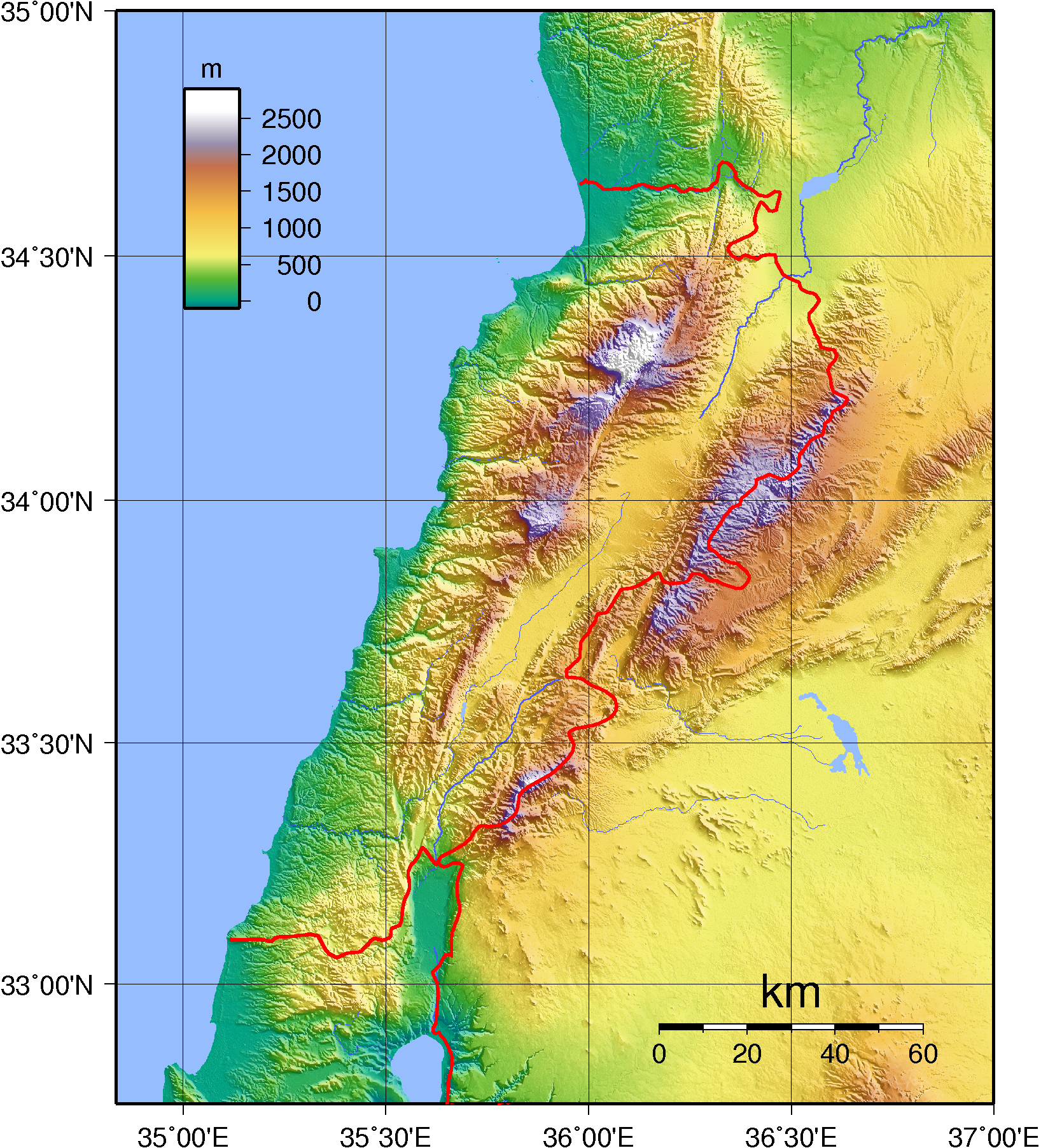
خريطة تبين تضاريس لبنان

تُقسَّم أراضي لبنان من الناحية الطبيعية إلى ثلاثة أقسام متميزة هي: إقليم السهول الساحلية، إقليم المرتفعات الجبلية، إقليم المنخفض الأوسط الأخدودي. إلى جانب الأنهار العديدة التي تجري في الأراضي اللبنانية.

#### إقليم السهول الساحلية
السهل الساحلي اللبناني ضيق، باستثناء سهل عكّار
الذي يقع حول خليج عكّار، الذي يمتد نحو الشرق حتى يتصل بالسهل الانهدامي العرضاني
الذي يفصل جبال اللاذقية عن جبال لبنان الغربية، وينتهي برأس الميناء الذي يتقدم
سهل طرابلس، الواقع في شرقي المدينة وجنوبها. وبعد طرابلس، يتجه الساحل جنوباً فيكون رأس أنفة
ثم رأس الشقعة شمال البترون، ثم يتابع اتجاهه نحو الجنوب فيكون خليج جونيه و خليج مار جرجس ثم رأس بيروت، الذي يتقدم سهل الشويفات الواقع إلى الشرق والجنوب من
بيروت، وتغطيه كثبان رملية يسميها السكان صحراء الشويفات، وهي تشتهر بزراعة
الحمضيات والبلح والموز والخضراوات. والسهل الساحلي بمحاذاة لبنان الجنوبي، يصبح
أكثر اتساعاً، ولكنه يضيق ثانية، ويتسع من جديد عند مصب نهر الدَّامور وشمال صيدا
حتى صور، ويكوّن سهلاً حقيقياً عند مصب نهر القاسمية، ولكنه يتوقف فجأة عند الحدود
الفلسطينية في رأس الناقورة.

#### إقليم المرتفعات الجبلية

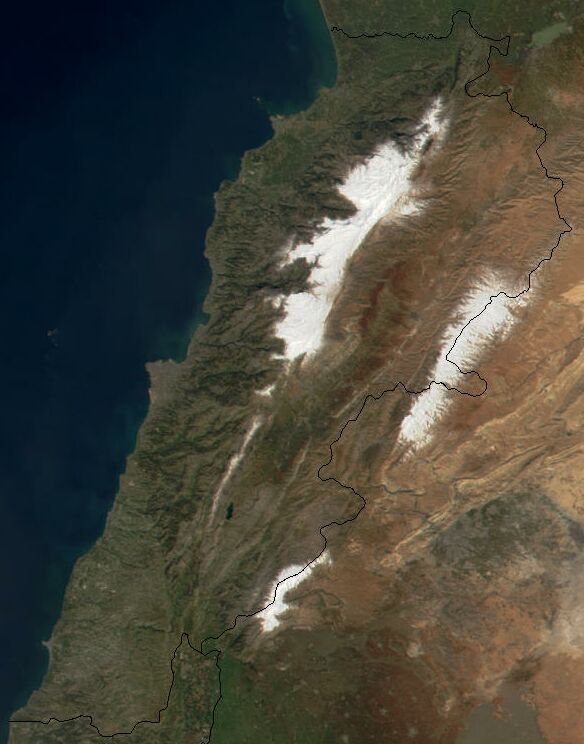
صورة ساتليّة تظهر الثلوج تغطي سلسلتي جبال لبنان.

تمتد سلسلة جبال لبنان من الشمال الشرقي إلى الجنوب الغربي إلى الشرق من ساحل لبنان بطول 170كم، وتقع السفوح الشرقية لهذه الجبال ضمن الأراضي السورية، وتعدّ جبال لبنان أهم أقسام جبال بلاد الشام، وتنقسم إلى قسمين متميزين: الأول جبال لبنان الغربية، والثاني جبال لبنان الشرقية.

##### جبال لبنان الغربية
تشرف هذه الجبال على ساحل البحر الأبيض المتوسط، وتمتد من النهر الكبير شمالاً حتى نهر القاسمية جنوبًا. وتُعدُّ هذه الجبال أعلى جبال بلاد الشام الانكسارية، إذ يبلغ ارتفاع جبل القرنة السوداء 3,083 م. ويختلف اتساع هذه الجبال وارتفاعها من مكان إلى آخر، فالقسم الشمالي أكثر اتساعًا (50 كم) وأعلى ارتفاعًا 3,000 م من القسم الجنوبي. كما تتميز هذه الجبال بصعوبة المسالك والممرات التي تخترقها، إذ لا يوجد فيها إلا ممر واحد هو ظهر البيدر الذي يبلغ ارتفاعه 1,400 م فوق مستوى سطح البحر، ويعبره الخط الحديدي وطريق السيارات بين دمشق وبيروت سلسلة جبال لبنان الغربية.
كذلك تتميز هذه الجبال بكثرة أمطارها، وبتغطية الثلوج لقممها في الشتاء، وبوجود بعض غابات الأرز والصنوبر والبلوط، لكن معظم هذه الأشجار قطع في السنوات الماضية، وإن كانت بعض بساتين الأشجار القديمة الجميلة ما زالت موجودة في المرتفعات الشمالية، ولذلك تشتهر هذه الجبال بوجود مراكز اصطياف ذات شهرة عالمية. ويقوم الفلاحون بزراعة سفوح هذه الجبال في مناطق المدرجات المروية بعدد من المحاصيل الزراعية خاصة الفاكهة.

##### جبال لبنان الشرقية
جبال لبنان الشرقية وتسمى أيضا جبال القلمون هي سلسلة جبلية في شرق لبنان وجنوب غرب سوريا. وتتميز هذه الجبال بأنها أكثر اتساعًا وأقل ارتفاعًا وغنىً من جبال لبنان الغربية. كما تتميز بأنها تنحدر بشدة إلى سهل البقاع غربًا، بينما تنحدر ببطء تدريجي نحو الأراضي السورية شرقًا. ويشمل القسم الجنوبي من هذه الجبال مرتفعات حرمون (الشيخ)، وأعلى قممها قمة جبل حرمون التي ترتفع إلى 2,814 م فوق مستوى سطح البحر. وتتفرع منها جبال أخرى تمتد حتى تدمر في قلب البادية السورية تُعرف بالجبال التدمرية، ومنها جبل قاسيون الذي يشرف على مدينة دمشق. وتوجد في لبنان كذلك جبال أخرى تمتد في الجنوب، وتُعرف باسم جبال عامل.

#### الإقليم المنخفض الأوسط الأخدودي
ويُعرف هذا الإقليم بالسهول الوسطى، وبسهول البقاع. وهو يفصل بين جبال لبنان الغربية وجبال لبنان الشرقية. ويتميز هذا السهل بأنه عريض في الشمال والجنوب، ضيق في الوسط أمام بيروت. ويبلغ طوله 120 كم، كما يترواح عرضه بين 8 و 16 كم. ويمتاز بخصبه وغناه وبكونه مزرعة للخضراوات اللبنانية، كما يتميز بارتفاع أرضه إلى 500م فوق مستوى سطح البحر، لكنه يبدو منخفضًا بالمقارنة بجانبيه المرتفعين من الجبال العالية، ويبلغ متوسط الارتفاع في وسط هذا السهل 1,400م تقريبًا. يعدّ هذا الإقليم منخفضًا أخدوديًا، كما يُعدّ حلقة في سلسلة المنخفضات الأخدودية المتتابعة التي يشملها الأخدود الإفريقي الآسيوي العظيم.

#### الأنهار

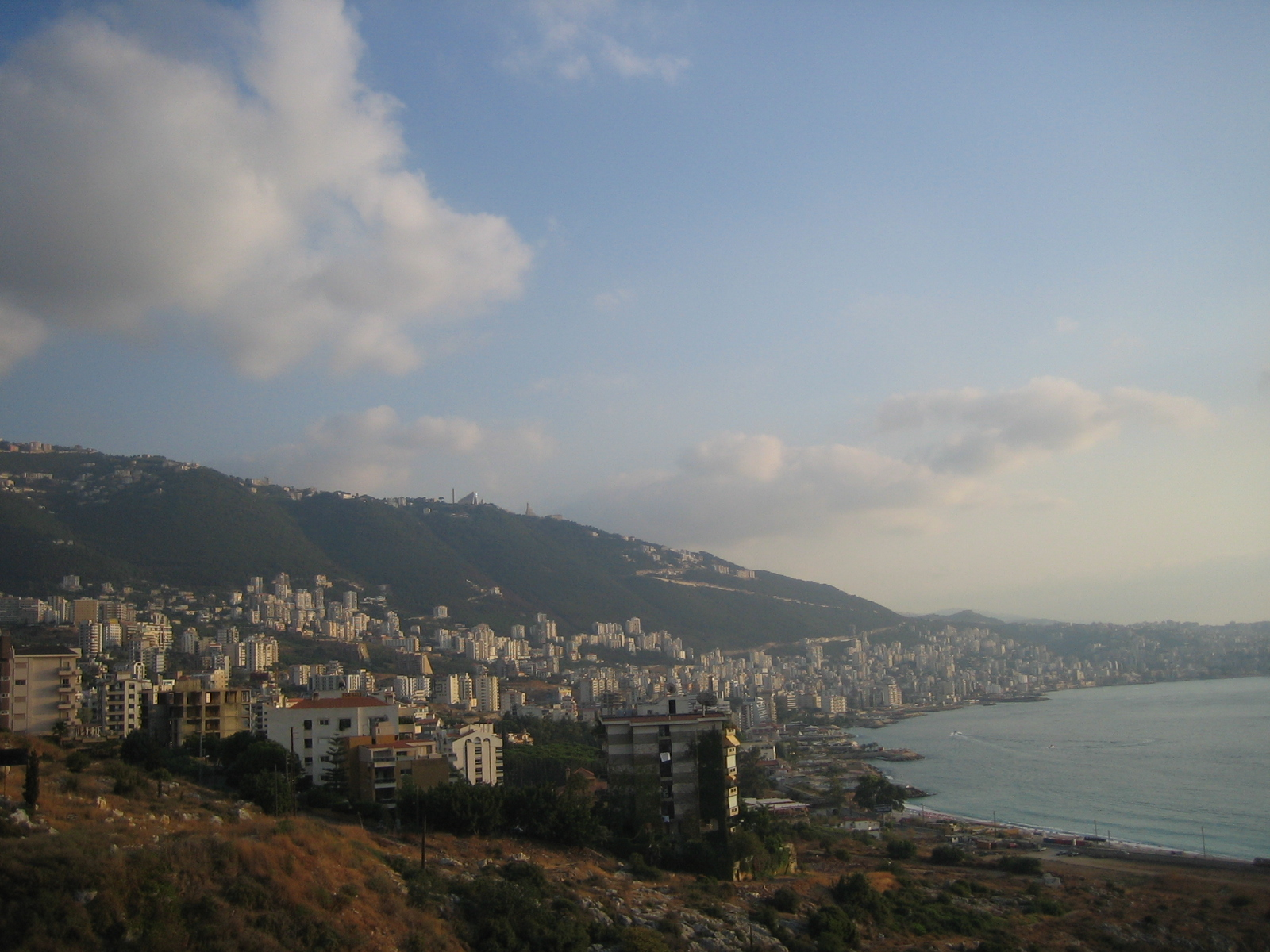
خليج مدينة جونيه التي يصب بقربها نهر الكلب

تجري في لبنان عدة أنهار، يصب بعضها في البحر الأبيض المتوسط غربًا، ويجري بعضها الآخر في المنخفض الأوسط (سهل البقاع)، ويتجه إما نحو الشمال فالغرب ليصب في البحر الأبيض المتوسط، أو نحو الجنوب فالغرب ليصب كذلك في البحر الأبيض المتوسط. ومن أهم هذه الأنهار نهر الليطاني الذي ينبع من غرب بعلبك في سهل البقاع ويصب في البحر المتوسط شمال مدينة صور، يبلغ طوله 170 كلم. ويوجد كذلك نهر العاصي الذي يبلغ طوله مسافة 46 كم إلى داخل الأراضي السورية، وهو ينبع من شمالي هضبة بعلبك، ويتجه شمالاً فغربًا ليصب في البحر الأبيض المتوسط عند مدينة السويدية في سوريا، ويبلغ طوله 325 كم ضمن الأراضي السورية عدا لواء الإسكندرونة وطوله الكامل 571 كم.
كذلك ينبع نهر الأردن من مرتفعات لبنان، ويتجه نحو الجنوب خارج حدود لبنان بطول 85 كم.
إلى جانب هذه الأنهار يجري في السهل الساحلي بلبنان عدد آخر من الأنهار منها: النهر الكبير الجنوبي، نهر البارد، نهر الزهراني، نهر إبراهيم، وهي أنهار صغيرة جبلية سريعة المجرى تنبع من السفوح الغربية لجبال لبنان الغربية، وتتجه بانحدار شديد نحو البحر الأبيض المتوسط لتصب مياهها فيه. كما توجد أنهار: أبو علي، الجوز، الكلب، بيروت، الدامور، الأولي.

### الموارد المائية

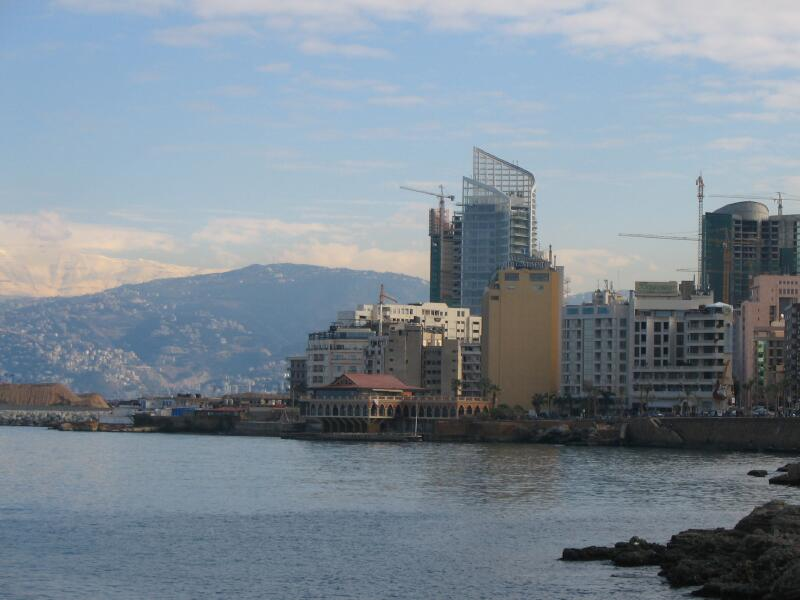
تتلقى بيروت معظم مياه الشرب من نبع جعيتا في جبل لبنان (كما هو موضح في الخلفية).

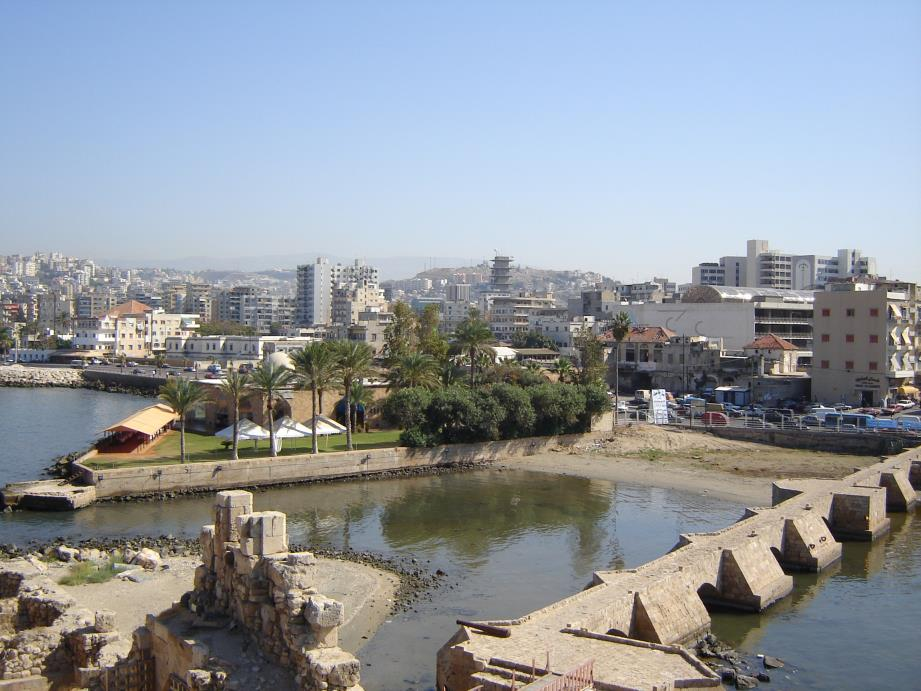
تتمتع مدينة صيدا بوفرة من الآبار الطبيعية التي تزود بالمياه أكثر بثلاث مرات من الاحتياجات الحالية للمدينة.

تعرف لبنان ندرة من حيث الموارد المائية، وهذا راجع بالأساس إلى التغيرات المناخية التي تؤثر على انتظام الأمطار، إضافة إلى التوزيع العشوائي لهذه الموارد على كافة أنحاء البلاد. معظم الأمطار في لبنان تتساقط خلال فصل الشتاء، لكن على مدار السنوات الخمس والأربعين الماضية، قدرت وزارة البيئة اللبنانية أن معدل هطول الأمطار انخفض بشكل عام بمعدل يتراوح بين 5 و 20 في المئة. تبلغ كمية الأمطار التي تهطل على الشريط الساحلي في لبنان ما يقرب من 2500 ملم من الأمطار سنويًا، بينما منطقة وادي البقاع في الشرق نصيبها عُشر الكمية فقط. في عام 2004، كان حوالي 21 ٪ فقط من الأسر في جميع أنحاء لبنان تتمتع بإمكانية الوصول المستمر إلى المياه في أشهر الصيف، حيث تتركز معظم هذه الأسر في العاصمة بيروت أو ضواحيها. من المتوقع ارتفاع درجات الحرارة وانخفاض معدل التساقطات المطرية خلال السنوات المقبلة، وأيضا حالات الجفاف الطويلة، ما يؤدي إلى فرص أقل للحصول على مياه الشرب. وفقًا لوزارة البيئة، فإن هناك عدة عوامل تستنزف موارد المياه في لبنان، كزيادة الطلب على المياه من جميع القطاعات، وتلوث المياه، وإدارة الموارد المائية بشكل غير فعال وغير مستدام. عانى لبنان من نقص خدمات المياه والصرف الصحي لسنوات عديدة. العوامل التي لها تأثير أكبر على نوعية وكمية الموارد المائية في لبنان هي النمو السكاني، والتحضر (88٪ من السكان يعيشون الآن في المناطق الحضرية)، والنمو الاقتصادي، وتغير المناخ. في السنوات الأخيرة، ازداد النمو السكاني بسرعة مع قدوم العديد من اللاجئين السوريين. تم اقتراح بعض المشاريع الجديدة لإعادة هيكلة قطاع المياه. في الوقت الحالي، يتم فقدان أكثر من 48 في المائة من المياه التي يوفرها النظام العام من خلال التسربات المتكررة وسوء جودة شبكات المياه العادمة، والتي قد تنعدم في بعض المناطق. يركز أحد المشروعات التي تنفذها وزارة البيئة حاليًا بالتعاون مع برنامج الأمم المتحدة الإنمائي (UNDP) على جمع مياه الأمطار من قمم الدفيئات الزراعية من أجل زيادة كمية الموارد المائية وتقليل الضغط على ضخ المياه الجوفية. من المتوقع أن يؤدي هذا المشروع إلى زيادة توافر المياه خلال الأشهر الحرجة بشكل خاص من أواخر الصيف وأوائل الخريف عندما تكون نسبة هطول الأمطار قليلة، مما يساعد على تقليل خطر الملوحة في كل من التربة والمياه، وزيادة مرونة المحاصيل التي تواجه فترات طويلة من الجفاف. هناك أيضًا مشروعات مقترحة لاستخدام مياه الصرف الصحي المعاد تدويرها في سقي المحاصيل الزراعية من أجل توفير مزيد من المياه العذبة الصالحة للشرب للاستهلاك. سيكون هذا تحسنا هائلا، حيث أن مرافق معالجة النفايات الصلبة غير متوفرة، وأكثر من 92 في المائة من مياه الصرف الصحي في لبنان تصب في المجاري المائية والبحر دون معالجة مباشرة. إذا لم يقم لبنان بإصلاح قطاع المياه، فمن المحتمل أن يكون هناك نقص مزمن وحاد في المياه بحلول عام 2020، مما سيخلق احتياجات لن تتمكن وزارة الطاقة والمياه من الوفاء بها. أصبحت المياه مورداً شحيحاً وإذا ما شرع لبنان في إصلاح الممارسات، يمكن أن التقليل من خطر ندرة المياه في المستقبل.

## الجغرافيا البشرية

### تركيب السكان

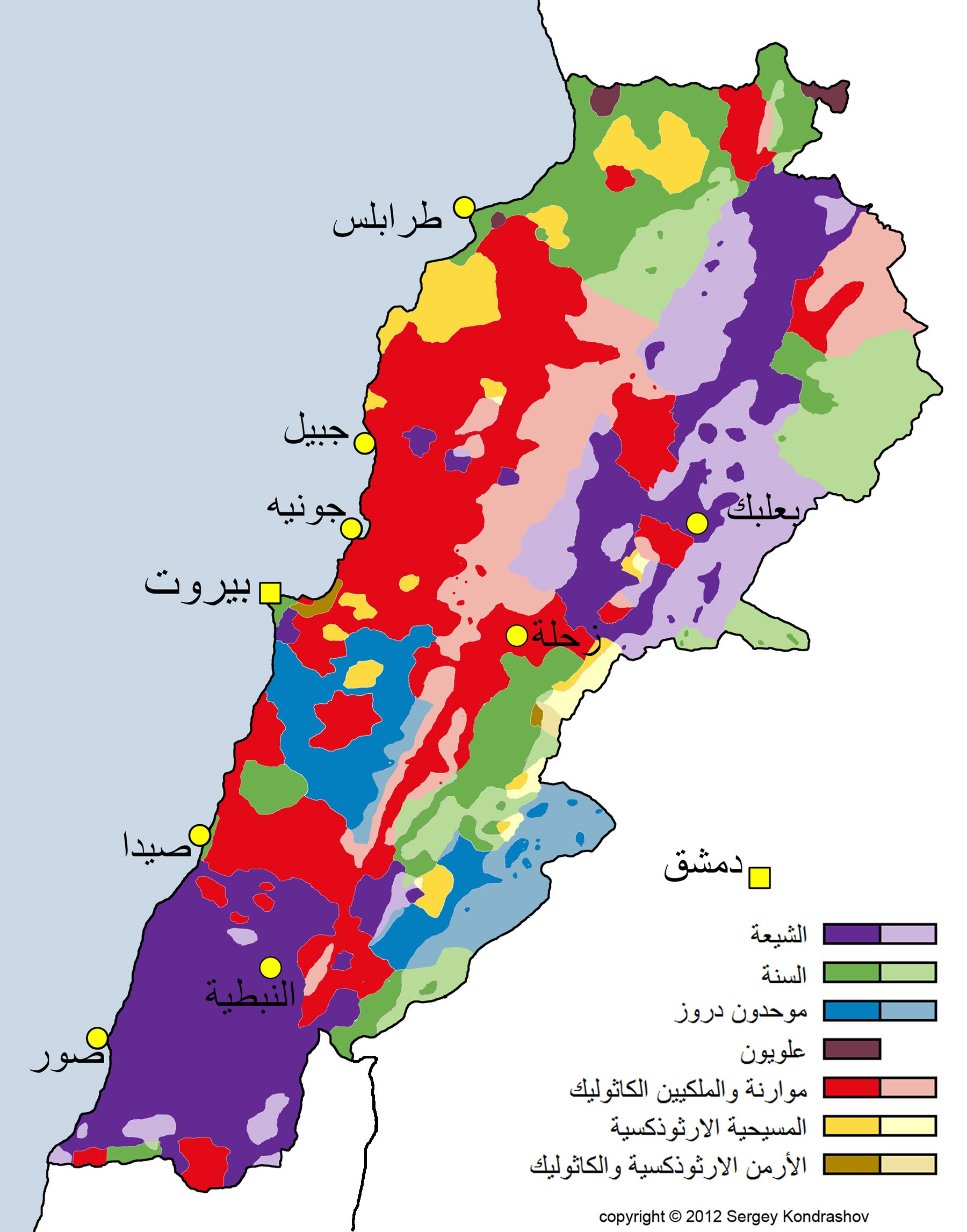
التوزيع الجغرافي للجماعات الدينية الرئيسية في لبنان

لبنان بلد متنوع بشعبه، فحوالي 40% من السكان البالغين 22 سنة ينتمون إلى الدين المسيحي، وهو البلد الوحيد في الوطن العربي الذي يتولى رئاسته مسيحيون بحكم عرف دستوري. ويتوزع الشعب اللبناني على 18 طائفة معترف بها. واللبنانيون منتشرون في شتّى أنحاء العالم كمغتربين أو كمهاجرين من أصل لبنانيّ. ويبلغ عدد سكان لبنان بتقدير الأمم المتحدة لعام 2008 نحو 4,099,000 نسمة. ويُقدر عدد اللبنانيين المغتربين والمنحدرين من أصل لبناني في العالم بحوالي 8,624,000 نسمة، وفقا لإحصاء سنة 2001، ينتمي أكثرهم إلى الدين المسيحي، لأن الهجرة اللبنانية بدأت من متصرفية جبل لبنان ذات الأغلبية المسيحية. أمّا نسبة زيادة السكان فهي 0.85%. ومن المتوقَّع أن ينخفض عدد سكان لبنان عام 2050 إلى 3,001,000. وتبلغ الكثافة السكانية للبنان 344 نسمة / كلم.2 ويعيش ما بين 87% و 90% من اللبنانيين في المدن منهم أكثر من 1,100,000 نسمة - أي ما يعادل ربع السكان - في العاصمة بيروت وضواحيها. وتبلغ نسبة المتعلمين فيه 87.4%. ويتكلم سكانه اللغة العربية وكثيرون منهم الفرنسية والإنجليزية. زد على ذلك لغات أخرى أقلّ استعمالا كالأرمنية والكردية والسريانية.
قُدّر عدد سكان لبنان في تموز/يوليو من عام 2008 بنحو 3,971,941 نسمة. بينما قدر عدد اللاجئين الأجانب في عام 2007 بما يزيد على 375,000 شخص: منهم 270,800 من فلسطين و 100,000 من العراق، و 4,500 من السودان. وأبعد لبنان أكثر من 300 لاجئ قسرا عام 2007. ويُعتبر الشعب اللبناني الحالي مزيجاً من الشعوب المختلفة التي أمَّت لبنان واستقرت فيه عبر العصور، فكثير من اللبنانيين ذوو جذور فينيقية ورومانية وتركية وفارسية ولبعضهم جذور أوروبية من عهد الصليبين وفترة الانتداب الفرنسي. ففي تلك الحقبة استقرت في لبنان أقلية لا يستهان بها من الفرنسيين. لكن معظمهم غادر بعد الاستقلال عام 1943 ولم يبقَ منهم إلّا القليل. ولا يزال عدد كبير من السوريين والمصريين في لبنان حيث يعمل معظمهم في قطاع البناء والخدمات.
يوجد في لبنان عدة ديانات رئيسية مختلفة. تتمتع البلاد بأكثر المجتمعات تنوعًا من الناحية الدينية بين جميع الدول في الشرق الأوسط، حيث تضم 18 طائفة دينية معترف بها. كما تشير التقديرات إلى أن نسبة كبيرة من سكانها هم لاجئون (1.5 مليون لاجئ في عام 2017) مما يؤثر بشكل كبير على الإحصاءات. الديانتان الرئيسيتان هما الإسلام بنسبة 57.7٪ من السكان (السنة والشيعة) والمسيحية بنسبة 36.2٪ من السكان (الكنيسة المارونية، الكنيسة الأرثوذكسية، كنيسة الروم الملكيين الكاثوليك، الكنيسة البروتستانتية، الكنيسة الأرمنية الرسولية). فيما تشكل طائفة الدروز حوالي 5.2 ٪ من عموم السكان. اللاجئون ومعظمهم من السوريين أو الفلسطينيين هم من السنة في الغالب ولكن يوجد بينهم مسيحيون وشيعة.

### التقسيم الإداري
ينقسم لبنان إلى ست محافظات تنقسم بدورها إلى 25 قضاء. تُقسم الأقضية إلى بلديات تضم كلا منها مدينة أو عدد من القرى، التي تُقسم بدورها إلى أحياء ونواحي. أما أقضية لبنان فهي:
| 1. محافظة بيروت تضم فقط مدينة بيروت غير مقسمة أقضية.                                      | 2. محافظة جبل لبنان - قضاء جبيل - قضاء كسروان - قضاء المتن - قضاء بعبدا - قضاء عاليه - قضاء الشوف | 3. محافظة الشمال - قضاء طرابلس - قضاء المنية - الضنية - قضاء زغرتا - الزاوية - قضاء البترون - قضاء الكورة - قضاء عكار - قضاء بشري |
| 4. محافظة البقاع - قضاء بعلبك - قضاء الهرمل - قضاء زحلة - قضاء البقاع الغربي - قضاء راشيا | 5. محافظة النبطية - قضاء النبطية - قضاء حاصبيا - قضاء مرجعيون - قضاء بنت جبيل                     | 6. محافظة الجنوب - قضاء صيدا - قضاء صور - قضاء جزين                                                                               |

## مخاوف بيئية
تشمل المخاوف البيئية الحالية في لبنان إزالة الغابات وتآكل التربة والتصحر ونسبة تلوث الهواء المرتفعة في بيروت جراء حركة مرور المركبات وإحراق النفايات الصناعية، وتلوث المياه الساحلية بمياه الصرف الصحي وانسكابات النفط.

### جودة الهواء في لبنان
كنتيجة لتزايد ارتفاع معدلات درجة الحرارة في فصل الصيف وموقعه داخل منطقة البحر الأبيض المتوسط، فإن لبنان، وخصوصا العاصمة بيروت، معرضة بشكل كبير لخطر تلوث الهواء. ما يقرب من 93 في المئة من سكان بيروت يتعرضون لمستويات عالية من تلوث الهواء، والذي يمكن في معظم الأحيان أن يعزى إلى الانبعاثات الناجمة عن المركبات، سواء كان ذلك تلك المخصصة للسفر لمسافات طويلة أو حركة المرور قصيرة التنقل. قد تتجاوز تكلفة تلوث الهواء على صحة الإنسان عشرة ملايين دولار في السنة. تتزايد مستويات تلوث الهواء في بيروت سنويًا، حيث أصبحت بحلول سنة 2011 أعلى من المعدلات المقبولة لتلوث الهواء حسب منظمة الصحة العالمية. أصناف التلوث الأكثر انتشارا في بيروت هي الجسيمات (غبار الشوارع)، والمواد الكيميائية في الهواء، وعوادم السيارات. يتفاقم تلوث الهواء بسبب الهيكلة الخاصة بالمدينة، حيث نجد انتشار المباني العالية وسط شوارع ضيقة، مما يسبب بالتالي في ارتفاع نسبة تلوت الهواء. بعض التوصيات لتحسين جودة الهواء تشمل تشجيع استخدام وسائل النقل الجماعية واستعمال الدراجات للتنقل داخل المدينة، وكذلك اعتماد أصناف الوقود البديلة للسيارات.

### تلوث التربة في لبنان

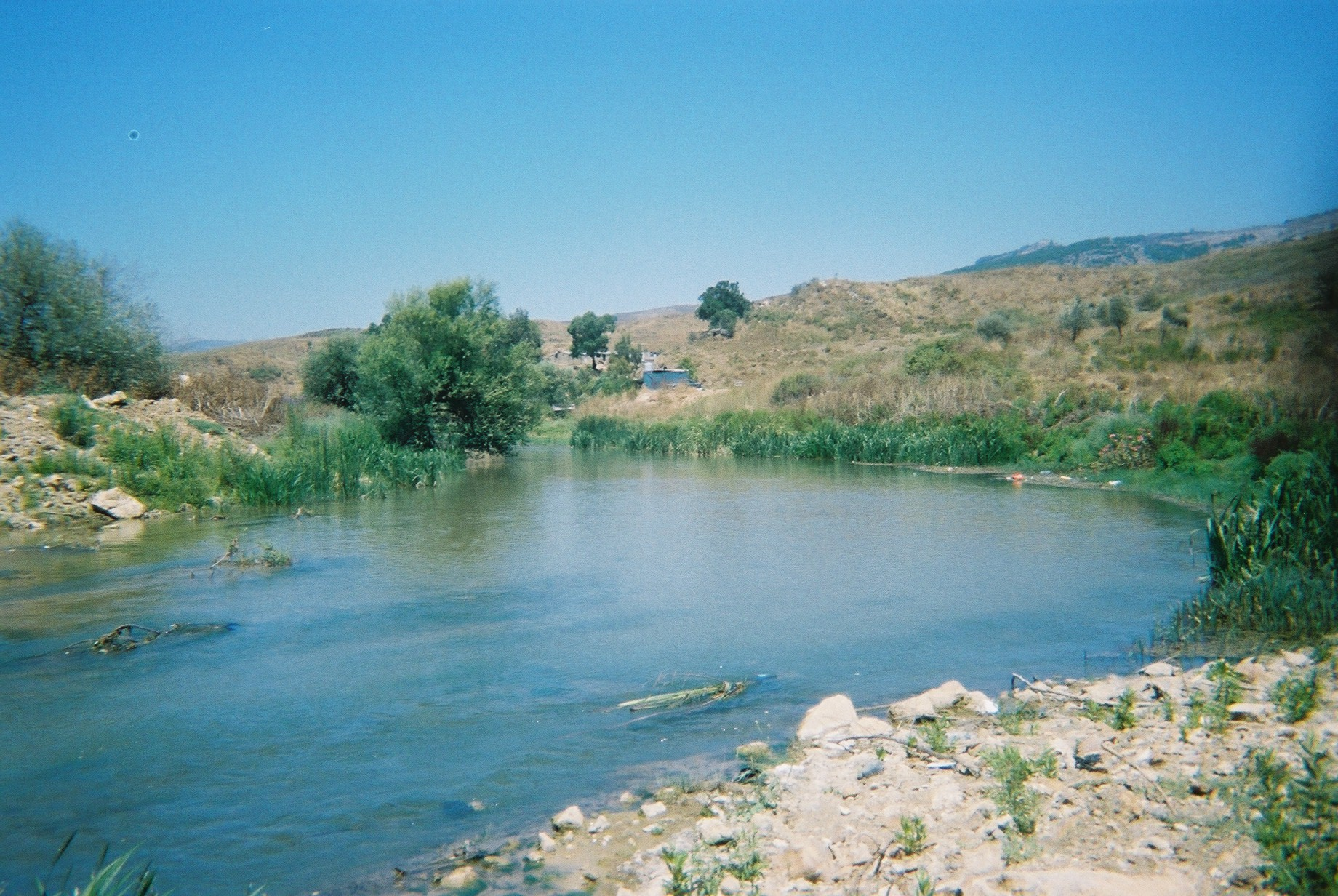
حالة التلوث التي يعرفها نهر الليطاني، أكبر نهر في لبنان.

سوكلين، أكبر شركة في لبنان لمعالجة النفايات، إدارة النفايات لديها تمر بعدة مراحل، بما في ذلك التنظيف والتجميع والفرز والسماد، والطمر. ومع ذلك، يجادل الكثيرون بأن لبنان بحاجة إلى نظام أفضل بكثير للتخلص من النفايات للحد من التلوث والتدهور البيئي. نهر الليطاني أكبر نهر في لبنان، حيث أن العديد من المزارع تستخدم مياه النهر لري الأراضي والمحاصيل. بسبب ضعف نظام إدارة النفايات في لبنان، ينتهي المطاف بالكثير من النفايات والملوثات في مياه الليطاني، وبالتالي تلوث المحاصيل، مما يعرض صحة المستهلكين والمزارعين على حد سواء للخطر، فيساهم في تدهور البيئة، فضلاً عن الإضرار بسمعة المنتجات الزراعية اللبنانية والاقتصاد أيضا.

### احتجاجات القمامة
في يناير/كانون الثاني 2014، بدأت الاحتجاجات في مدينة الناعمة في الظهور، مما حال بشكل فعال دون التخلص من القمامة في المكب لمدة ثلاثة أيام. تم تنظيم الاحتجاجات رداً على استمرار استخدام المكب إلى ما بعد التاريخ الذي كان مقررا إغلاق المكب فيه. بدأ المكب كمشروع مدته ست سنوات في عام 1997، لكنه ظل مفتوحًا لمدة سبعة عشر عامًا، وبدون وجود موقع بديل كاف للتخلص من القمامة، فمن المحتمل أن يظل مفتوحًا في المستقبل. في عام 1997، أصبحت الناعمة المكب الرئيسي للبلاد وكان من المفترض في البداية أن تحتوي على مليوني طن من النفايات. يوجد في المكب حاليًا عشرة ملايين طن من النفايات، ولا يزال قيد الاستخدام. لم يرغب سكان المنطقة في عام 2014 في تمديد اتفاقية المكب، ونظموا الاحتجاجات لمنع استعمال المكب في المستقبل. تعد شركة سوكلين (بالفرنسية: Sukleen)‏ المسؤولة عن غالبية أعمال جمع وتنظيف القمامة في المنطقة. تخدم الشركة 364 مدينة وبلدية في بيروت وجبل لبنان. ارتفع إجمالي النفايات التي جمعتها الشركة من 1,140 طن يوميًا في عام 1994، إلى 3,100 طن في عام 2014. سوكلين هي أكبر شركة خاصة لإدارة النفايات تتعاقد معها الحكومة في لبنان. رداً على الاحتجاجات، التي كانت تطلب من الحكومة أنظمة أكثر كفاءة لإدارة النفايات إلى جانب إغلاق المكب في الناعمة، ردت سوكلين على دعاة حماية البيئة بوقف الخدمة في بيروت وجبل لبنان لمدة ثلاثة أيام. نظرًا لإغلاق مكبات الناعمة وإيقاف تشغيل سوكلين، بدأت القمامة تتراكم في شوارع المدينة، مما أثر على الجميع في جميع أنحاء المدينة وجذب الانتباه إلى قضية إدارة النفايات في المنطقة.